# Nhà thờ Thánh Nicholas ở Podunajské Biskupice
Nhà thờ Thánh Nicholas ở Podunajské Biskupice (tiếng Slovakia: Kostol svätého Mikuláša v Podunajské Biskupice) là một nhà thờ giáo xứ Công giáo La Mã tọa lạc trên Phố Vetvárská, quận Podunajské Biskupice, thành phố Bratislava, hạt Bratislava II, vùng Bratislava, Slovakia. Năm 1963, nhà thờ được ghi danh vào Danh sách Di tích Trung ương.

## Lịch sử
Nhà thờ Thánh Nicholas được xây dựng vào giữa thế kỷ 13 theo phong cách kiến trúc Gothic, nhưng cũng mang những dấu ấn của phong cách kiến trúc Romanesque. Từ khi xây dựng đến nay, nhà thờ đã được xây dựng lại và sửa chữa nhiều lần: vào giữa thế kỷ 14, nhà thờ được xây dựng lại theo phong cách kiến trúc Gothic. Năm 1770, nhà thờ được tân trang theo kiểu Baroque, và đến năm 1794 thì nhà thờ được xây dựng lại theo trường phái Cổ điển. Các công việc trùng tu nhà thờ tiếp tục diễn ra vào năm 1938. Những giai đoạn phát triển của nhà thờ gắn liền với thời của các kiến trúc sư Botek, Erdélyi, Paulina, Vachová. Nhà thờ được tu sửa lần cuối vào tháng 2 năm 2020. Cho đến nay, các thánh lễ được cử hành trong nhà thờ bằng tiếng Hungary và tiếng Slovak.